# El beso de la muerte (película de 1947)
El beso de la muerte es una película de 1947, dirigida por Henry Hathaway y protagonizada por Victor Mature y Richard Widmark en los papeles principales.
El guion fue escrito por Ben Hecht y Charles Lederer basado en una historia de Eleazar Lipsky.
Ganadora del premio Globo de Oro 1948 al mejor actor revelación (Richard Widmark), y ganadora de un premio del Festival Internacional de Cine de Locarno 1948, al mejor guion (Ben Hecht y Charles Lederer).

## Sinopsis
Un delincuente de Nueva York, Nick Bianco (Victor Mature) es herido y arrestado durante un asalto a una joyería. En el juicio, el fiscal Louis D'Angelo (Brian Donlevy) le ofrece reducir su condena, si entrega los nombres de sus compinches, pero Nick se niega a ello. Después de tres años en prisión, Nick se entera de que su esposa se ha suicidado y sus dos hijas están en un orfanato. Decide entonces negociar con el fiscal D'Angelo y entregar los nombres de sus cómplices. Sin embargo, el fiscal le exige que colabore también en la captura de Tommy Udo (Richard Widmark), un asesino y delincuente psicópata, cosa que él acepta. Nick es liberado y logra rehacer su vida con una nueva esposa y sus hijas. Pero entonces Tommy Udo sale de la cárcel, y Nick comprende que lo buscará para tomar venganza.

## Comentarios
Fue el debut cinematográfico de Richard Widmark.
El filme fue candidato al premio Oscar 1948 al mejor actor secundario (Richard Widmark), y a la mejor historia original (Eleazar Lipsky).
Hay otra película española con el mismo título del año 1917.